# Aliança Batista Mundial
A Aliança Batista Mundial é uma associação internacional cristã de igrejas batistas. A organização foi fundada em 1905 em Londres, durante o primeiro Congresso Mundial Batista. A organização tinha 51,000,000 de membros em 2023. Sua sede está em Falls Church, Estados Unidos. Seu líder é o pastor argentino Tomás Mackey. 

## História

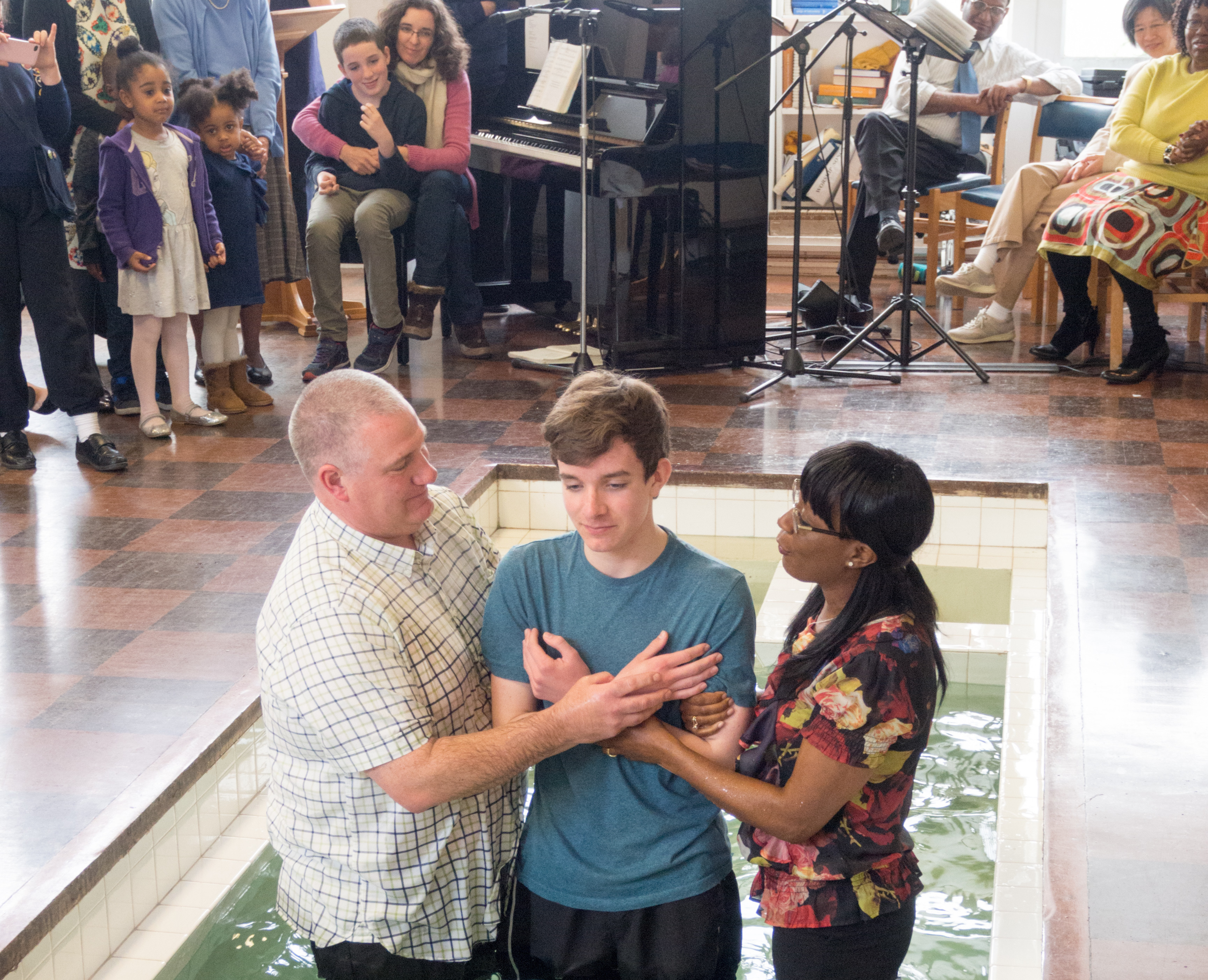
Batismo do crente por imersão na Igreja Batista de Northolt Park, na Grande Londres, União Batista da Grã-Bretanha.

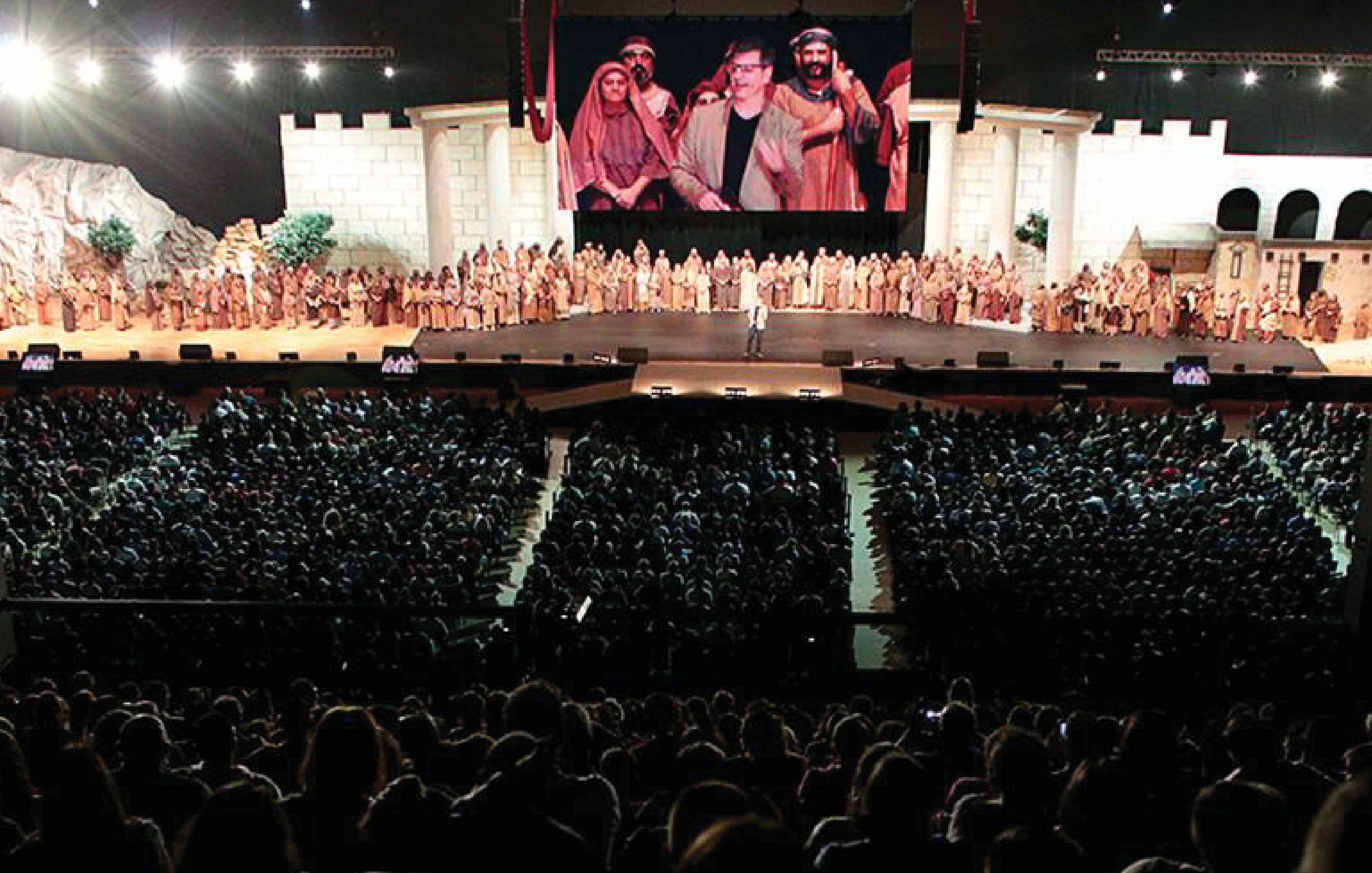
Mostra sobre a vida de Jesus em Igreja da Cidade em São José dos Campos, afiliada com a Convenção Batista Brasileira, 2017.

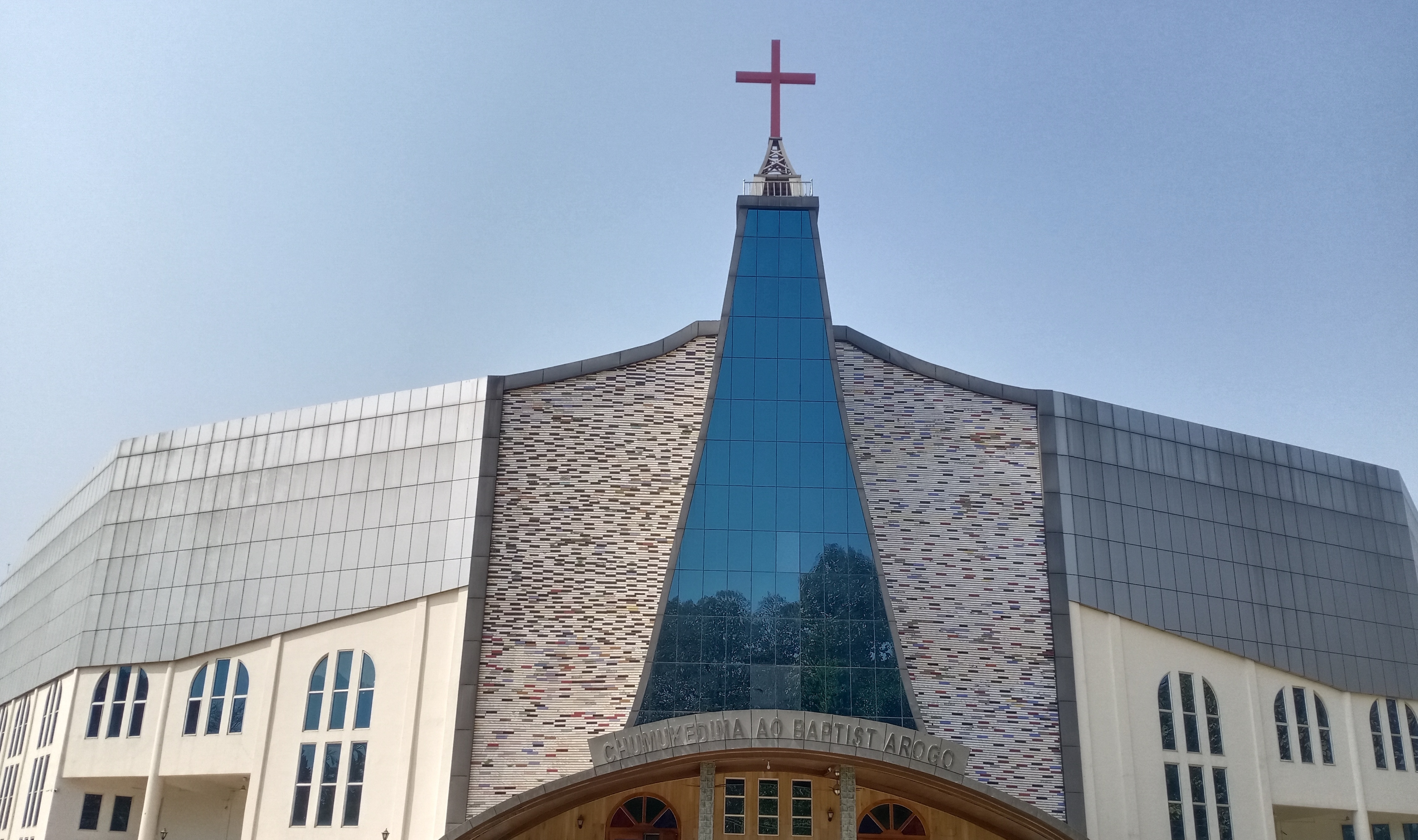
Edifício da Igreja Batista em Chumukedima, Kohima, afiliada ao Conselho da Igreja Batista de Nagaland (Índia).

Em 1904, John Newton Prestridge, editor do jornal The Baptist Argus em Louisville convidou os batistas para um encontro mundial. John Howard Shakespeare, editor do The Baptist Times e Freeman em Londres, apoiou a proposta. Em 1904, a União Batista da Grã-Bretanha enviou convites para várias convenções batistas ao redor do mundo para um congresso mundial em 1905. Representantes de 23 países responderam ao convite e fundaram a Aliança Batista Mundial em 1905 em Exeter Hall, Londres. Em 1994, tem 34 milhões de membros. Em 2003, a Convenção Batista Internacional, uma associação internacional de igrejas de língua inglesa, tornou-se membro. 
Em 2020, o pastor argentino Tomás Mackey sucedeu o pastor sul-africano Paul Msiza e tornou-se presidente da Aliança.

## Estatísticas
De acordo com um censo da associação divulgado em 2023, ela disse que tinha 253 membros de associações batistas em 130 países, 176.000 igrejas e 51.000.000 de membros batizados.
Essas estatísticas não são totalmente representativas, no entanto, uma vez que algumas igrejas nos Estados Unidos têm afiliação batista nacional dupla ou tripla, fazendo com que uma igreja e seus membros sejam contados por mais de uma associação batista.

## Crenças
A Aliança tem uma confissão de fé batista.

## Governança
A governança da Aliança é assegurada por um secretário regional nas 6 regiões membros, nomeadamente a Irmandade Batista Norte-Americana, a Irmandade Batista Caribenha, a União Batista Latino-Americana, a Federação Batista Europeia, a Federação Batista Ásia-Pacífico, a Irmandade Batista de toda a África. Um conselho internacional com um presidente é eleito a cada cinco anos.

## Organizações afiliadas

### Global Baptist Mission Network
A Rede Global de Missões Batistas tem 23 organizações missionárias membros.

### BWAid
BWAid apoia projetos de ajuda humanitária.

### BFAD
A Fórum BWA para Ajuda e Desenvolvimento (BFAD) reúne 30 agências humanitárias batistas.

## Controvérsias
Em 2004, a Convenção Batista do Sul dos Estados Unidos acusou-a de adotar uma teologia liberal, por causa de seu apoio ao exercício do ministério pastoral feminino, seu antiamericanismo e, por ser uma associação membro, as Igrejas Batistas Americanas EUA aceitaram uma organização que tinha 2 igrejas favoráveis ao casamento entre pessoas do mesmo sexo, e deixou. O secretário-geral da Aliança Denton Lotz respondeu que a Aliança não era liberal, mas evangélica conservadora, que as Igrejas Batistas Americanas EUA em sua constituição só acreditavam em casamento entre um homem e uma mulher e que as acusações de antiamericanismo resultaram de suas visitas a Fidel Castro em Cuba para a importação de Bíblias e a expansão da liberdade de crença. Em 2005, 2 associações de estados membros da Convenção Batista do Sul, da Associação Geral Batista da Virgínia e da Convenção Geral Batista do Texas solicitaram a adesão à Aliança e foram admitidas.